# Матуся Картмана — брудна повія
«Матуся Картмана - брудна повія» (англ. Cartman's Mom Is a Dirty Slut) - тринадцятий епізод серіалу «Південний Парк», останній епізод першого сезону. Його прем'єра відбулася 25 лютого 1998 року. Це перша частина дилогії, продовженням якої став епізод «Матуся Картмана як і раніше брудна повія».

## Сюжет
Стен, Кайл і Кенні стоять на зупинці і дивуються, що Картмана досі немає. Вони вирішують не йти в школу, а сходити до нього. Прийшовши в будинок застають Еріка, що грає на задньому дворі в дивну гру: він сидить за столом разом з декількома іграшками, зображує чаювання і каже їх голосами, який він класний. Вони вирішують, що у Картмана серйозні емоційні проблеми, і вирішують проконсультуватися у містера Мекі. Містер Мекі просить хлопців зняти поведінку Еріка на відеоплівку, щоб він зміг провести на її основі «психологічну експертизу». Стен, Кайл і Кенні знімають, коментуючи, що це буде «найсмішніше в світі домашнє відео». Ерік, закінчивши гратись, вирішує відверто поговорити зі своєю мамою - він питає, чи є у нього батько. Та каже, що Ерік був зачатий на святі п'яного амбарного танцю, і останнє, що вона пам'ятає з цього дня - як вона кохалася з індіанським вождем Плинна Вода.
Стен, Кайл і Кенні збираються подивитися шоу Терренса і Філліпа, проте дідусь Стена не дає їм зробити цього, перемикаючи на шоу «Найтупіші домашні відео Америки» Боба Сагета. Хлопці ненавидять цю передачу, але, коли Боб Сагет анонсує, що за перемогу в конкурсі можна отримати $ 10.000, вони вирішують відіслати туди відео з «чаюванням» Картмана.
Тим часом Картман дізнається від вождя Плинної Води, що не він йогобатько, адже його мати - повія. На тому ж святі у них не встигло нічого трапитися, тому що вона відволіклася на Шефа. Тому Ерік вирішує, що він - «чорний афроамериканець». Коли Стен, Кайл і Кенні грають стоять на зупинці, він приходить до них, вдаючи із себе афроамериканця; ті вирішують, що нинішня поведінка Еріка ще смішніша за чаювання. Потім Кенні заводить карт, але не справляється з управлінням і потрапляє на рейки, де його чавить поїзд.
Картман йде до Шефа, де дізнається що вони з Ліенн тільки цілувалися, після чого співає пісеньку про те, звідки беруться діти. Коли Ерік запитує прямо, з ким останнім була його мати, Шеф згадує, що це був містер Гаррісон.
Ерік приходить в бар Південного Парку і вимагає від Гарісона визнання батьківства. Хоча Джимбо і каже, що Гаррісон голубий, той визнає, що займався сексом з Ліенн, але потім пояснює, що практично всі жителі міста також займалися з нею сексом. Доктор Мефесто дає Еріку надію і каже, що може провести генетичну експертизу всіх жителів міста і вирахувати, хто є батьком Картмана. Однак експертиза коштує $ 3.000, а у Еріка, природно, немає таких грошей.
Коли сумний Картман підходить до Стену і Кайлу і повідомляє, як у нього все погано, ті кажуть, що можуть дати йому грошей, якщо виграють у конкурсі найтупіших домашніх відео. Вони разом сідають дивитися фінал; Картман впадає в сказ, коли бачить своє відео, однак трохи заспокоюється, усвідомлюючи, що у нього є шанс з'ясувати батьківство. Однак хлопчикам не щастить: конкурс виграє дідусь Стена, який зняв на відео загибель Кенні під поїздом. Картман практично сходить з розуму від люті, однак у фіналі передачі оголошується, що півфіналісти отримують по $ 3.000 - цього якраз вистачить на експертизу.
Доктор Мефесто готується оголосити результати тесту:
Голос за кадром запитує: «Хто ж батько Еріка Картмана? Відповідь на це питання ви дізнаєтеся ... через чотири тижні! »Картман розгнівано лається. Продовженням історії став епізод «Мамця Картмана досі брудна шльондра», що вийшов через сім тижнів після першої частини.

## Смерть Кенні
Намагаючись завести карт, Кенні втратив над ним управління. Його понесло через ліс і багато інших перешкод. Стен і Кайл спостерігали за цим з жахом, але зрештою Кенні начебто встав і оговтався. Однак, коли Кенні помахав рукою друзям, його збив поїзд - виявилося, що карт зупинився на рейках. Стен сказав: «О боже мій! Вони вбили Кенні!»; Кайл додав: «Сволота!»
Після показу епізода смерті Кенні в програмі «найтупіші домашні відео Америки» Стен сказав: «О боже мій! Вони засняли загибель Кенні!»; Кайл додав: «Сволота!»

## Персонажі
У цьому епізоді вперше з'являється улюблена іграшка Картмана, жабеня Клайд. Інші ляльки, з якими Ерік п'є чай - Пітер Панда (англ. Peter Panda), Рампер-рукавичка (англ. Rumpertumskin) і Поллі-Вертихвістка (англ. Polly Prissypants); вони також з'являються в наступних серіях.
На святі п'яного амбарного танцю можна помітити молодих Ліенн Картман, Джимбо, Неда, Карла Денкінса, офіцера Барбреді, Шефа, містера Гаррісона.

## Пародії
Картман, одягнений негром, пародіює цілий ряд реперів: його афро засноване на зачісці Kid з хіп-хоп дуету Kid'n Play, одяг, золоті медальйони і кеди - на учасниках Run-D.M.C., А годинник взятий від учасника Public Enemy Flavor Flav. Трипальцевий перстень Еріка містить напис PIE (Пиріжок).
Програма «найтупіші домашні відео Америки» (англ. America's Stupidest Home Videos) - очевидна пародія на програму «Кумедне домашнє відео Америки» (англ. America's Funniest Home Videos).

## Факти
Телеведучий Джей Лено знову озвучив кішку Картмана Кітті (вперше він зробив це в пілотному епізоді «Картман і анальний зонд»).
Пісню, що лунає щоразу, як місіс Картман знову «закохується», співає Тодді Уолтерс.
У кабінеті містера Мекі висять плакати, що натякають на основну тему епізоду: «Father & Son Day is coming!» ( День батька і сина настає!), «Dads are dandy» (Тати - це класно), «If you do not have a dad, you're a bastard» (Якщо у тебе немає тата, ти покидьок).
У дідуся Марша, коли він сидить перед телевізором, в руках петля. Мабуть, він все ще не полишає спроб накласти на себе руки.
По телевізору йде анонс телефільму Терренса і Філліпа «Не без мого ануса», який став епізодом 201 «Південного парку». Це єдина серія в якій офіцер Барбреді з'являється в цивільному одязі.
Аудиторія на шоу Боба Сагета - 34 людини. Серед них можна жінку, що сидить в першому ряду в синьому одязі і з довгими коричневими волоссям; вона з'являлася раніше в епізоді «Деміен» серед натовпу людей, які переголосували за Сатану замість Ісуса.
У барі Ісус п'є з Святого Грааля. У цьому епізоді з'являється інопланетянин. Коли Нед у відповідь на припущення про своє батьківство говорить «Можливо», під час переміщення камери на Джеральда, і буквально на секунду можна помітити інопланетянина, що стоїть за вождем, Плинної Води.
Номер будинку Картмана - 28201 (хоча в серії «Вулкан» був +1002).
Коли в цьому епізоді діти знову обзивають водія автобуса, то на її прохання повторити, що вони сказали, всупереч традиціям вони говорять саме те, що говорили, а не співзвучні пристойні слова.